# Meegan Warner
Pour les articles homonymes, voir Warner.
Meegan Warner, née le 5 août 1991, est une actrice australienne.

## Filmographie

### Cinéma
- 2010 : 1MC: Something of Vengeance : Mary Sue
- 2011 : My Place : Eva
- 2012 : Boot : Rapunzel
- 2012 : Emily : Emily
- 2013 : Maiden : Maiden
- 2016 : The Veil : Ann
- 2016 : Scare Campaign : Emma
- 2016 : The Caretaker : Mallorie

### Télévision
- 2009 : Rescue : Unité Spéciale : Cassie
- 2011 : Paper Giants: The Birth of Cleo : Lorraine
- 2012 : Beauty and the Beast : Elisabeth
- 2014 : A Place to Call Home : Elizabeth jeune
- 2014-2017 : Turn : Mary Woodhull
- 2017 : Once Upon a Time : Raiponce jeune